# W domach z betonu nie ma wolnej miłości
W domach z betonu nie ma wolnej miłości – piosenka Martyny Jakubowicz z 1982 roku wydana na jej debiutanckim albumie Maquillage z 1983 roku. Muzykę do utworu skomponowała Martyna Jakubowicz, natomiast autorem tekstu był jej ówczesny mąż Andrzej, dziennikarz i tłumacz twórczości Boba Dylana. Do napisania tekstu skłoniła Jakubowicza podobna do przedstawionej w piosence sytuacja, która zdarzyła mu się latem 1980 roku na warszawskim osiedlu Stegny, gdzie w bloku przy ulicy Portofino 6 mieszkali wówczas Jakubowiczowie.
Utwór zadebiutował w "poczekalni" 16. notowania Listy przebojów Programu Trzeciego z dnia 7 sierpnia 1982 roku i przez dwa tygodnie utrzymywał się na pierwszym miejscu Listy (notowanie 20. z dnia 4 września 1982 i notowanie 21/22 z dnia 18 września 1982). W następnym roku ukazał się na płycie Maquillage.
W 2008 roku na potrzeby albumu Te 30. urodziny zespół Goya nagrał nową wersję piosenki, która zajęła 40 miejsce na Liście przebojów Programu Trzeciego.

## Wykonawcy
- Martyna Jakubowicz – wokal
- Andrzej Nowak – gitara
- Cezary Bierzniewski – gitara
- Janusz Niekrasz – gitara basowa
- Andrzej Ryszka – perkusja
- Marek Stefankiewicz – instrumenty klawiszowe
- Ryszard Skibiński – harmonijka ustna